# Household Division

La Household Division est un corps militaire constitué par les régiments de la garde royale britannique.

## Organisation générale

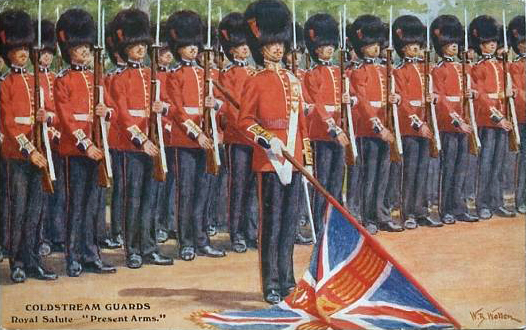
Image traditionnelle de la Garde britannique : les Coldstream Guards peints par W.B. Wollen.

La Household Division est traditionnellement constituée de cinq régiments d'infanterie (Foot Guards) et deux de cavalerie (Household Cavalry). Le King's Troop, Royal Horse Artillery, bien que n'étant pas historiquement une unité de Guards, est rattaché au corps.

### Foot Guards
L'infanterie est constituée des régiments des Coldstream Guards, Grenadier Guards, Welsh Guards, Scots Guards et Irish Guards.

### Household Cavalry
La cavalerie (Horse Guards) est composée par les régiments des Life Guards et des Blues and Royals.

### Major-General commanding the Household Division
Le Major-General commanding the Household Division est le commandant de la Household Division et également l'officier général commandant le London District,.

#### Majors-Généraux commandant laBrigade of Guardset leHome District(1870-1906)

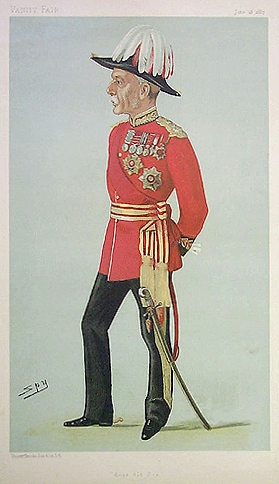
Sir Frederick Stephenson d'après Vanity Fair.

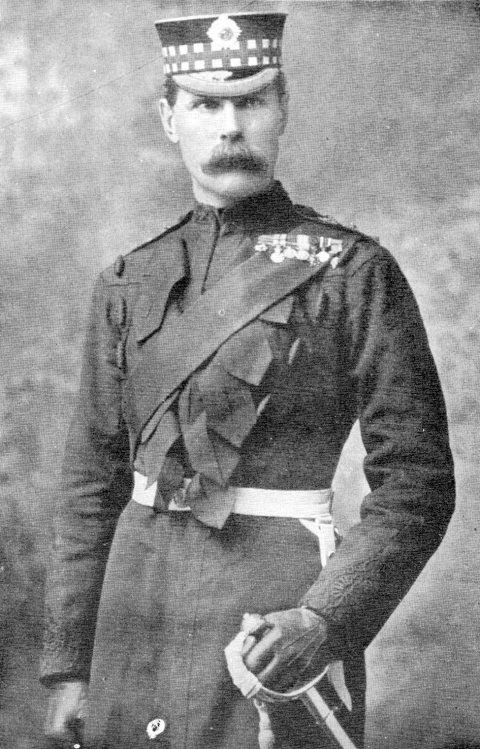
Lord Methuen circa 1902.

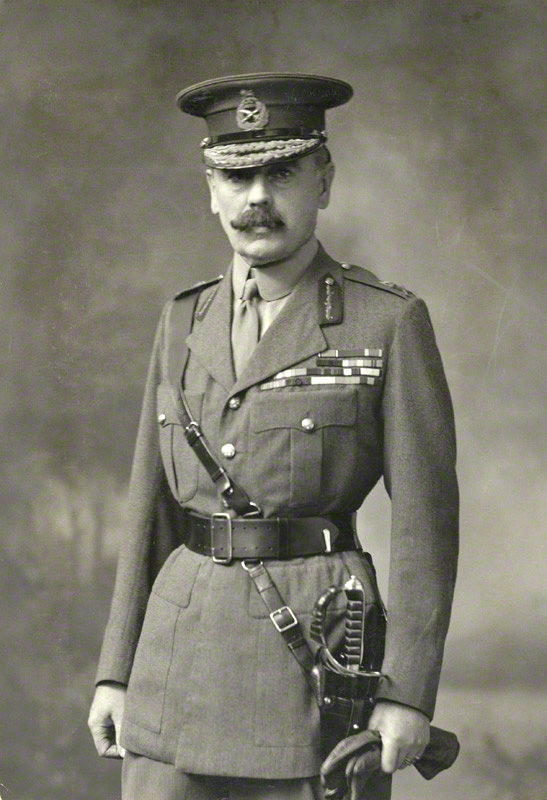
Sir Francis Lloyd.

- Major-General Prince Edward of Saxe-Weimar 1870-1876 ex Grenadier Guards
- Major-General Sir Frederick Stephenson 1876-1879 ex Scots Guards
- Major-General Sir George Higginson 1879-1884 lex Grenadier Guards
- Major-General Sir Reginald Gipps 1884-1889 ex Scots Guards
- Major-General Philip Smith 1889-1892 ex Grenadier Guards
- Major-General The Lord Methuen 1892-1897 ex Scots Guards
- Major-General Sir Henry Trotter 1897-1903 ex Grenadier Guards
- Major-General Sir Laurence Oliphant, 1903-1906 ex Grenadier Guards

#### Majors-Généraux commandant laBrigade of Guardset leLondon District(1906-1950)
- Major-General Sir Frederick Stopford, 1906-1909 ex Grenadier Guards
- Major-General Sir Alfred Codrington, 1909-1913 ex Grenadier Guards
- Lieutenant-General Sir Francis Lloyd 1913-1918 ex Grenadier Guards
- Major-General Sir Geoffrey Feilding 1918-1920 ex Coldstream Guards
- Major-General Sir George Jeffreys 1920-1924 ex Grenadier Guards
- Major-General Lord Ruthven of Freeland, 1924-1928 ex Scots Guards
- Major-General Sir Charles Corkran, 1928-1932 ex Grenadier Guards
- Major-General Albemarle Cator, April - November 1932 ex Scots Guards
- Major-General Sir Charles Grant, 1932-1934 ex Coldstream Guards
- Major-General Sir Bertram Sergison-Brooke, 1934-1938 ex Grenadier Guards
- Lieutenant-General Sir Andrew Thorne, 1938-1939 ex Grenadier Guards
- Lieutenant-General Sir Bertram Sergison-Brooke, 1939-1942 ex Grenadier Guards
- Lieutenant-General Sir Arthur Smith, 1942-1944 ex Coldstream Guards
- Lieutenant-General Sir Charles Loyd, 1944-1947 ex Coldstream Guards
- Major-General Sir John Marriott, 1947-1950 ex Scots Guards

#### Majors-Généraux commandant laHousehold Brigadeet leLondon District(1950-1968)
- Major-General Sir Julian Gascoigne, 1950-1953 ex Grenadier Guards
- Major-General Sir George Johnson, 1953-1957 ex Scots Guards
- Major-General Sir Rodney Moore, 1957-1959 ex Grenadier Guards
- Major-General Sir George Burns, 1959-1962 ex Coldstream Guards
- Major-General Sir John Nelson, 1962-1965 ex Grenadier Guards
- Major-General Sir Basil Eugster, 1965-1968 ex Irish Guards

#### Majors-Généraux commandant laHousehold Divisionet leLondon District(1968- )
- Major-General Lord Michael Fitzalan-Howard, 1968-1971 ex Life Guards
- Major-General Sir James Bowes-Lyon, 1971-1973 ex Grenadier Guards
- Major-General Sir Philip Ward, 1973-1976 ex Welsh Guards
- Major-General Sir John Swinton, 1976-1979 ex Scots Guards
- Major-General Sir Desmond Langley, 1979-1983 ex The Life Guards
- Major-General Sir James Eyre, 1983-1986 ex Royal Horse Guards
- Major-General Sir Christopher Airy, 1986-1989 ex Scots Guards
- Major-General Sir Simon Cooper, 1989-1991 ex Life Guards
- Major-General Sir Robert Corbett, 1991-1994 ex Irish Guards
- Major-General Sir Iain Mackay-Dick, 1994-1997 ex Scots Guards
- Major-General Sir Evelyn Webb-Carter, 1997-2000 ex Grenadier Guards
- Major-General Sir Redmond Watt, 2000-2003 ex Welsh Guards
- Major-General Sir Sebastian Roberts, 2003-2007 ex Irish Guards
- Major-General Sir William Cubitt, 2007-2011 ex Irish Guards 1998-2011 (ayant servi dans les Coldstream Guards (1977-98))
- Major-General Sir George Norton 2011-2013 ex Grenadier Guards[4]
- Major-General Edward Smyth-Osbourne 2013- ex Life Guards[5]

(en) Ces listes sont issues de l’article de Wikipédia en anglais intitulé « Major-General commanding the Household Division (en) » (voir la liste des auteurs).

### Origines

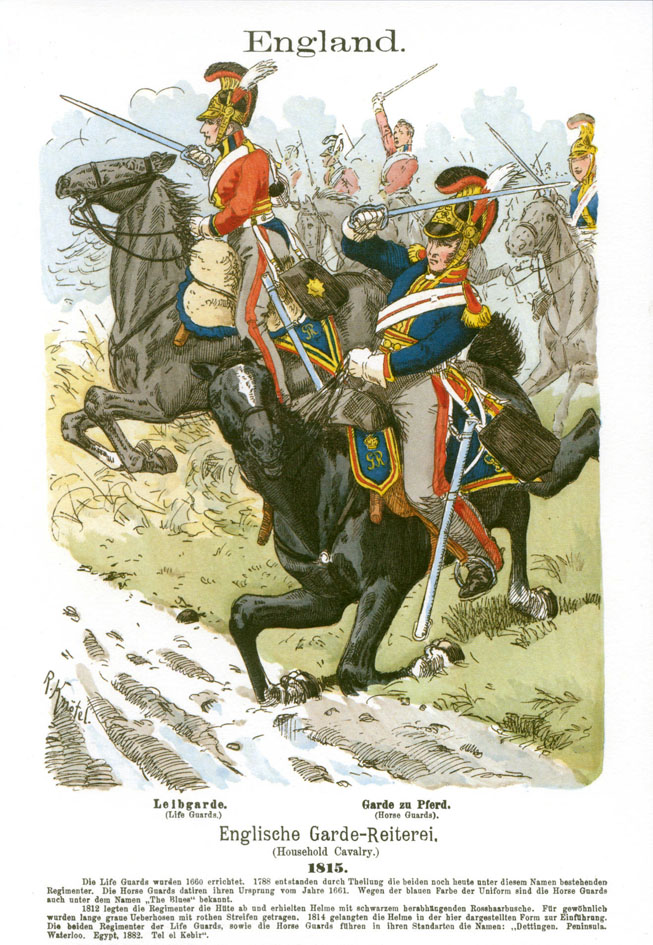
Life Guards et Horse Guards à l'époque des Guerres napoléoniennes d'après Richard Knötel.

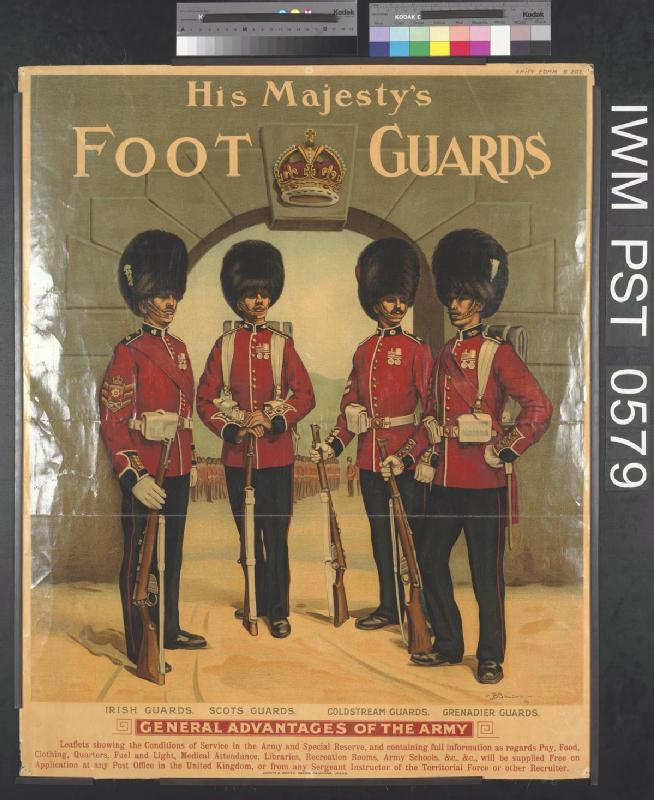
Les Foot Guards à la veille de la Première Guerre mondiale.

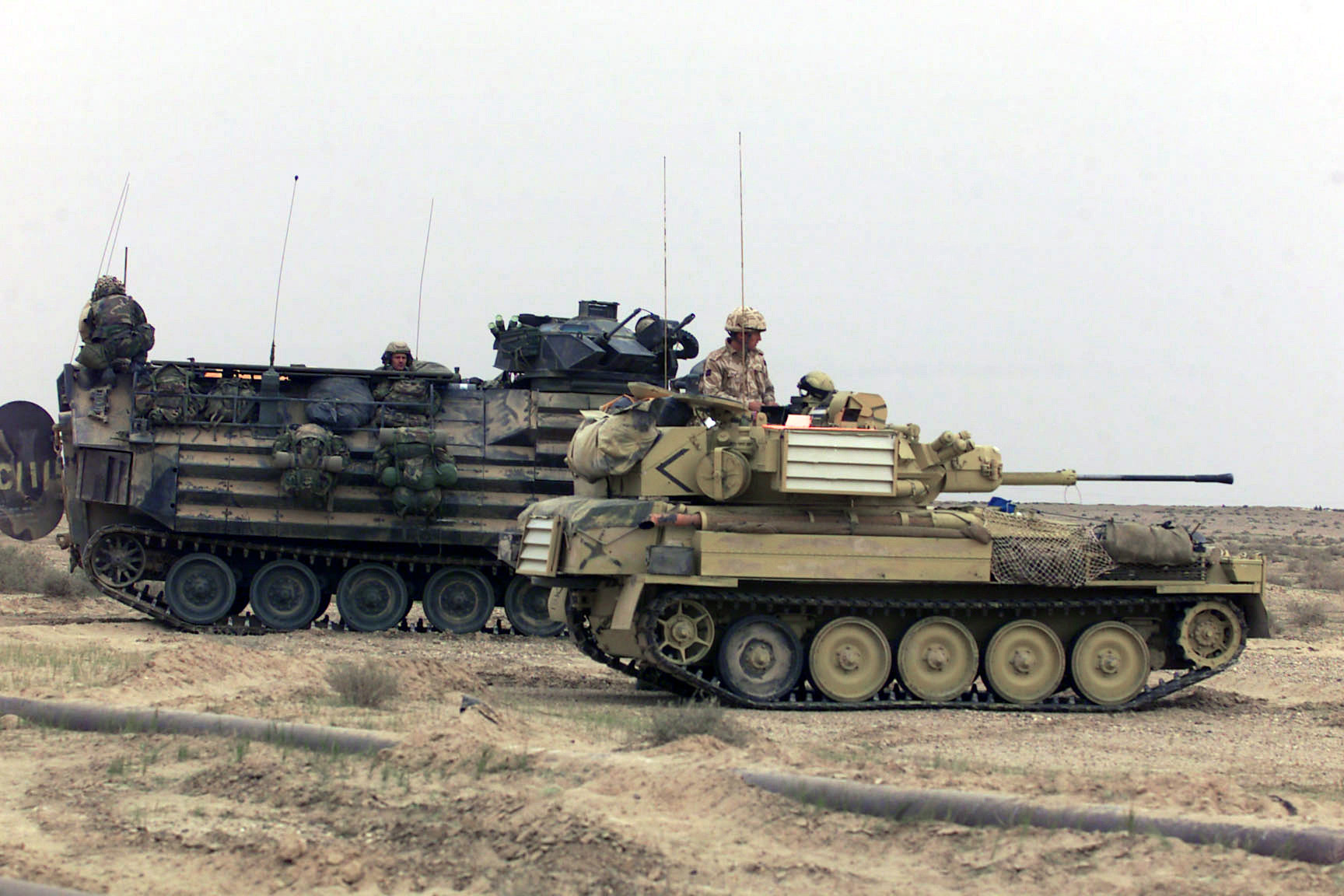
FV-107 Scimitar des Irish Guards en Irak.